# Museo Arqueológico de Caristo
El Museo Arqueológico de Caristo es un museo de Grecia que está ubicado en Caristo, una ciudad del extremo sur de la isla de Eubea.
El museo se halla en un edificio de una fundación cultural creada por Nikolaos Giokalas. Este edificio, que fue construido en 1959, contiene también un teatro y una biblioteca. Una de sus alas fue cedida al Ministerio de Cultura de Grecia en 1980, que inauguró el museo en 1989.
Las colecciones del museo incluyen esculturas, inscripciones y figurillas de terracota de los periodos clásico, helenístico y romano, procedentes de la región controlada por la antigua ciudad de Caristo y objetos procedentes de diversas casas de dragones del monte Oji y de Estira.